# Коськово (Вазузское сельское поселение)
Коськово  — деревня в Зубцовском районе Тверской области. Входит в состав Вазузского сельского поселения.

## География
Находится в южной части Тверской области на расстоянии приблизительно 11 км на юго-восток от районного центра города Зубцов.

## История
Деревня была отмечена еще на карте 1825 года. В 1859 году здесь (деревня Зубцовского уезда Тверской губернии) был учтен 21 двор, в 1941—34.

## Население
Численность населения: 180 человек (1859 год), 5 (русские 100 %) в 2002 году, 15 в 2010.